# Halosaurus radiatus
Halosaurus radiatus är en fiskart som beskrevs av Garman, 1899. Halosaurus radiatus ingår i släktet Halosaurus och familjen Halosauridae. Inga underarter finns listade i Catalogue of Life.